# Grčka nogometna reprezentacija
Grčka nogometna reprezentacija predstavlja Grčku u međunarodnim nogometnim natjecanjima. 
Prvo pojavljivanje Grčke na velikim natjecanjima je bilo na EP 1980., no bili su bez pobjede do prvog susreta na EP 2004., kada su porazili domaćina Portugal rezultatom 2:1. Grčka je iznenađujuće osvojila natjecanje, pobijedivši u četvrtfinalu branitelje naslova Francuze, favoriziranu Češku u polufinalu te Portugal u finalu. Sve tri pobjede u izlučnom dijelu bile su rezultatom 1:0. Kladionice su prije prvenstva Grcima davali vrlo male šanse, između 80:1 do 150:1. Dok su jedni osporavali naslov zbog obrambeno orijentirane i neatraktivne igre, drugi su slavili izbornika Otta Rehhagela, Nijemca koji je postao grčki nacionalni junak.  
Grci se nisu uspjeli plasirati na SP 2006. Na EP 2008. u Austriji i Švicarskoj skupinu su završili kao posljednje plasirana reprezentacija.

## Sastav iz 2016. godine
Sljedeći nogometaši su pozvani za prijateljsku utakmicu protiv Nizozemske i kvalifikacijsku utakmicu protiv Gibraltara u rujnu 2016.

Broj nastupa i golova unesen poslije utakmice sa Gibraltarom: 6. rujna 2016.
| Broj      | Ime i prezime igrača      | Nogometni klub    | Rođen               | Nastupi | Golovi  | Visina  |         |
| Vratari   | Vratari                   | Vratari           | Vratari             | Vratari | Vratari | Vratari | Vratari |
| --------- | ------------------------- | ----------------- | ------------------- | ------- | ------- | ------- | ------- |
| 1         | Orestis Karnezis          | Udinese           | 11. srpnja 1985.    | 38      | 0       | 1.89    |         |
| 12        | Stefanos Kapino           | Olympiakos        | 18. ožujka 1994.    | 8       | 0       | 1.96    |         |
| 13        | Panagiotis Glykos         | PAOK              | 10. listopada 1986. | 4       | 0       | 1.87    |         |
| Obrana    |                           |                   |                     |         |         |         |         |
| 3         | Giorgos Tzavellas         | PAOK              | 26. studenog 1987.  | 20      | 1       | 1.83    |         |
| 4         | Kostas Manolas            | A.S. Roma         | 14. lipnja 1991.    | 25      | 0       | 1.87    |         |
| 5         | Kyriakos Papadopoulos     | RB Leipzig        | 23. veljače 1992.   | 21      | 4       | 1.83    |         |
| 15        | Vasilis Torosidis         | Bologna           | 10. lipnja 1985.    | 85      | 8       | 1.86    |         |
| 19        | Sokratis Papastathopoulos | Borussia Dortmund | 9. lipnja 1988.     | 67      | 2       | 1.85    |         |
| 20        | José Holebas              | Watford           | 27. lipnja 1984.    | 37      | 1       | 1.84    |         |
| 21        | Kostas Stafylidis         | Augsburg          | 2. prosinca 1993.   | 11      | 1       | 1.78    |         |
| 23        | Marios Oikonomou          | Bologna           | 6. listopada 1992.  | 3       | 0       | 1.89    |         |
| Vezni red |                           |                   |                     |         |         |         |         |
| 2         | Giannis Maniatis          | Olympiakos        | 12. listopada 1986. | 42      | 1       | 1.78    |         |
| 6         | Alexandros Tziolis        | PAOK              | 13. veljače 1985.   | 60      | 1       | 1.89    |         |
| 8         | Athanasios Petsos         | Werder Bremen     | 5. lipnja 1991.     | 4       | 0       | 1.84    |         |
| 10        | Kostas Fortounis          | Olympiakos        | 16. listopada 1992. | 21      | 3       | 1.83    |         |
| 17        | Giannis Gianniotas        | APOEL             | 29. travnja 1993.   | 4       | 1       | 1.74    |         |
| 18        | Petsos Mantalos           | AEK Atena         | 31. kolovoza 1991.  | 9       | 1       | 1.76    |         |
| 22        | Andreas Samaris           | Benfica           | 13. lipnja 1989.    | 26      | 1       | 1.89    |         |
| Napadači  |                           |                   |                     |         |         |         |         |
| 7         | Nikos Karelis             | Genk              | 24. veljače 1992.   | 13      | 2       | 1.74    |         |
| 9         | Apostolos Vellios         | Nottingham Forest | 8. siječnja 1992.   | 4       | 0       | 1.93    |         |
| 11        | Kostas Mitroglou          | Benfica           | 12. ožujka 1988.    | 49      | 11      | 1.88    |         |
| 14        | Thasos Bakasetas          | AEK Atena         | 28. lipnja 1993.    | 4       | 0       | 1.85    |         |
| 16        | Dimitris Diamantakos      | Karlsruher        | 5. ožujka 1993.     | 3       | 0       | 1.85    |         |

- Sastav momčadi na EP 2008.
- Sastav momčadi na SP 2010.

## Statistike

### Igrači s najviše nastupa
| Broj | Igrač                      | Godine           | Nastupi | Golovi |
| ---- | -------------------------- | ---------------- | ------- | ------ |
| 1    | Giorgos Karagounis         | 1999. – 2014.    | 139     | 10     |
| 2    | Theodoros Zagorakis        | 1994. – 2007.    | 120     | 3      |
| 3    | Kostas Katsouranis         | 2003. – 2015.    | 116     | 10     |
| 4    | Vasilis Torosidis*         | 2007. – trenutno | 101     | 10     |
| 5    | Angelos Basinas            | 1999. – 2009.    | 100     | 7      |
| 6    | Stratos Apostolakis        | 1986. – 1998.    | 96      | 5      |
| 0 7  | Sokratis Papastathopoulos* | 2008. – trenutno | 90      | 3      |
| 0 7  | Antonios Nikopolidis       | 1999. – 2008.    | 90      | 0      |
| 9    | Angelos Charisteas         | 2001. – 2011.    | 88      | 25     |
| 10   | Dimitris Salpingidis       | 2005. – 2014.    | 82      | 13     |

- Zvjezdica (*) označuje da je igrač još uvijek aktivan ili igra za nacionalni sastav.
- Broj nastupa i golova unesen poslije utakmice sa Finskom: 18. studenog 2019.

### Igrači s najviše golova
| Broj | Igrač                   | Godine           | Golovi | Nastupi |
| ---- | ----------------------- | ---------------- | ------ | ------- |
| 1    | Nikos Anastopoulos      | 1977. – 1988.    | 29     | 74      |
| 2    | Angelos Charisteas      | 2001. – 2011.    | 25     | 88      |
| 3    | Theofanis Gekas         | 2005. – 2014.    | 24     | 78      |
| 4    | Dimitris Saravakos      | 1982. – 1994.    | 22     | 78      |
| 5    | Mimis Papaioannou       | 1963. – 1978.    | 21     | 61      |
| 6    | Nikos Machlas           | 1993. – 2002.    | 18     | 61      |
| 07   | Kostas Mitroglou*       | 2009. – trenutno | 17     | 65      |
| 07   | Demis Nikolaidis        | 1995. – 2004.    | 17     | 54      |
| 9    | Panagiotis Tsalouchidis | 1987. – 1995.    | 16     | 76      |
| 10   | Giorgos Sideris         | 1958. – 1970.    | 14     | 28      |

- Zvjezdica (*) označuje da je igrač još uvijek aktivan ili igra za nacionalni sastav.
- Broj nastupa i golova unesen poslije utakmice sa Finskom: 18. studenog 2019.

## Uspjesi na velikim natjecanjima
| Prvenstvo                    | Rezultat              |
| ---------------------------- | --------------------- |
| Urugvaj 1930.                | Nije sudjelovala      |
| Italija 1934.                | Nije se kvalificirala |
| Francuska 1938.              | Nije se kvalificirala |
| Brazil 1950.                 | Nije sudjelovala      |
| Švicarska 1954.              | Nije se kvalificirala |
| Švedska 1958.                | Nije se kvalificirala |
| Čile 1962.                   | Nije se kvalificirala |
| Engleska 1966.               | Nije se kvalificirala |
| Meksiko 1970.                | Nije se kvalificirala |
| SR Njemačka 1974.            | Nije se kvalificirala |
| Argentina 1978.              | Nije se kvalificirala |
| Španjolska 1982.             | Nije se kvalificirala |
| Meksiko 1986.                | Nije se kvalificirala |
| Italija 1990.                | Nije se kvalificirala |
| SAD 1994.                    | Grupna faza           |
| Francuska 1998.              | Nije se kvalificirala |
| Južna Koreja i Japan 2002.   | Nije se kvalificirala |
| Njemačka 2006.               | Nije se kvalificirala |
| Južnoafrička Republika 2010. | Grupna faza           |
| Brazil 2014.                 | Osmina završnice      |
| Rusija 2018.                 | Nije se kvalificirala |

| Prvenstvo                  | Rezultat              |
| -------------------------- | --------------------- |
| Francuska 1960.            | Nije se kvalificirala |
| Španjolska 1964.           | Nije sudjelovala      |
| Italija 1968.              | Nije se kvalificirala |
| Belgija 1972.              | Nije se kvalificirala |
| Jugoslavija 1976.          | Nije se kvalificirala |
| Italija 1980.              | Grupna faza           |
| Francuska 1984.            | Nije se kvalificirala |
| SR Njemačka 1988.          | Nije se kvalificirala |
| Švedska 1992.              | Nije se kvalificirala |
| Engleska 1996.             | Nije se kvalificirala |
| Belgija i Nizozemska 2000. | Nije se kvalificirala |
| Portugal 2004.             | 0000000Prvaci         |
| Austrija i Švicarska 2008. | Grupna faza           |
| Poljska i Ukrajina 2012.   | Četvrtzavršnica       |
| Francuska 2016.            | Nije se kvalificirala |
| Europa 2020.               | Nije se kvalificirala |

## Vanjske poveznice
- Grčki nogometni savez